# 中坝街道
中坝街道，是中华人民共和国贵州省铜仁市石阡县下辖的一个街道办事处。
2016年1月14日，贵州省人民政府批复同意石阡县部分乡镇行政区划调整，撤销中坝镇建制，设置中坝街道，街道办事处驻中魁村。

## 行政区划
中坝街道下辖以下地区：
中魁村、河西村、万屯村、河东村、双溪村、大湾村、江河村、坪道溪村、群家山村、高魁村、长坡村、太坪村、塘池村、乐化村和垛角村。